# Sarcobatus vermiculatus
Sarcobatus vermiculatus je opadavý listnatý keř z polopouštních oblastí Spojených států amerických. Je jeden ze dvou druhů rodu Sarcobatus který je jediným rodem čeledi Sarcobataceae.
V nedávné minulosti byl u rodu Sarcobatus rozeznáván pouze jediný druh a rod by zařazen v čeledi merlíkovitých, ke změně došlo s nástupem moderních molekulárně biologických metod.

## Výskyt
Domovskými místy tohoto druhu jsou jihozápadní oblasti Spojených států amerických. Jsou to teplé, téměř pouštní a bezodtokové pánve s vnitrozemským podnebím které jsou uzavřené mezi horské hřbety Kordiller. Rostou hlavně ve státech Arizona, Kalifornie, Nevada, Nové Mexiko, Oregon, Utah a dále v Mexiku.
Oblast je charakteristická velkými teplotními rozdíly mezi létem a zimou i mezi dnem a nocí. Dešťové srážky jsou tam málo četné a většina jich přichází v zimě ve formě sněhu. Jsou to místa kde převažují nelesní formace stepních a polopouštních druhů křovin. Druh je udáván jako původní také z kanadských provincií Alberta a Saskatchewan.

## Ekologie
Sarcobatus vermiculatus roste i v méně kvalitních půdách, je tolerantní k zasoleným nebo silně alkalickým místům, získané soli hromadí v opadavých listech. Vyskytuje se na suchých a slunných místech která mohou být sezónně zaplavovaná nebo jsou v dlouhodobě vysychajících korytech řek. Dokáže se kořeny dostat k hluboko uložené spodní vodě a mnohdy je v suchých létech jediný zelený keř v širokém okolí. Roste na okrajích Mohavské i Sonorské pouště. vyskytuje se v nadmořské výšce do 2000 m. Velikost keře i listů je úměrná dostupnosti vody.

## Popis
Jsou to jednodomé, dlouhověké, opadavé, keřovitě rostoucí rostliny dosahující obvykle výšky 1 až 2 metry. Jejich vzpřímené, světle šedé větve jsou tuhé a do široka nepravidelně rozvětvené a navzájem propletené, u starších kůra hnědne a je rozbrázděna. Nestejně velké, přisedlé, sukulentní listy s jasně zelenými až žlutozelenými lineárními čepelemi dlouhými 1,5 až 4 cm vyrůstají střídavě na mladých kratších výhoncích. Jsou v průřezu okrouhlé, mají celistvé okraje, tupý vrchol a jsou lysé, v jejich úžlabí vyrůstají tuhé trny.
Květy jsou jednopohlavní, samičí i samčí jsou na stejné rostlině. Samičí květy s trvalým miskovitým okvětím jsou přisedlé a vyrůstají osamocené nebo po dvou v úžlabí listů. Ze dvou plodolistů srostlý semeník s jedním vajíčkem má rozdvojenou čnělku. Bezobalné samčí květy s narůžovělými listeny obsahující dvě až čtyři tyčinky vyrůstají spirálovitě v počtu 10 až 40 ve válcovitých květenstvích na koncích mladých větví. Kvetou od května do srpna.
Plodem je jednosemenná, zploštělá, podlouhlá, 4 mm dlouhá nažka dozrávající od září do listopadu. Má membranózní křídlo vzniklé z trvalého okvětí které usnadňuje roznášení větrem. Chromozomové číslo druhu je x = 9.

## Význam
Sarcobatus vermiculatus je někdy považován za invazní plevelný druh. Není jednoduché ho vyhubit, z kořenů spolehlivě regeneruje a obrůstá jak po požáru, tak i po použití herbicidů. Jeho semena rozšiřuje vítr do vzdálenosti stovek metrů.
Listy i semena jsou zdrojem potravy pro malé pouštní savce i ptáky. Poskytuje také nouzové krmivo pro domácí zvířata, je bohatým zdrojem vitamínu A a fosforu. Listy a mladé větvičky obsahují hodně šťavelanů které ve větším množství způsobují uhynutí ovcí, dobytku ale neškodí. Dřevo suchých keřů je používáno jako palivo.

## Galerie

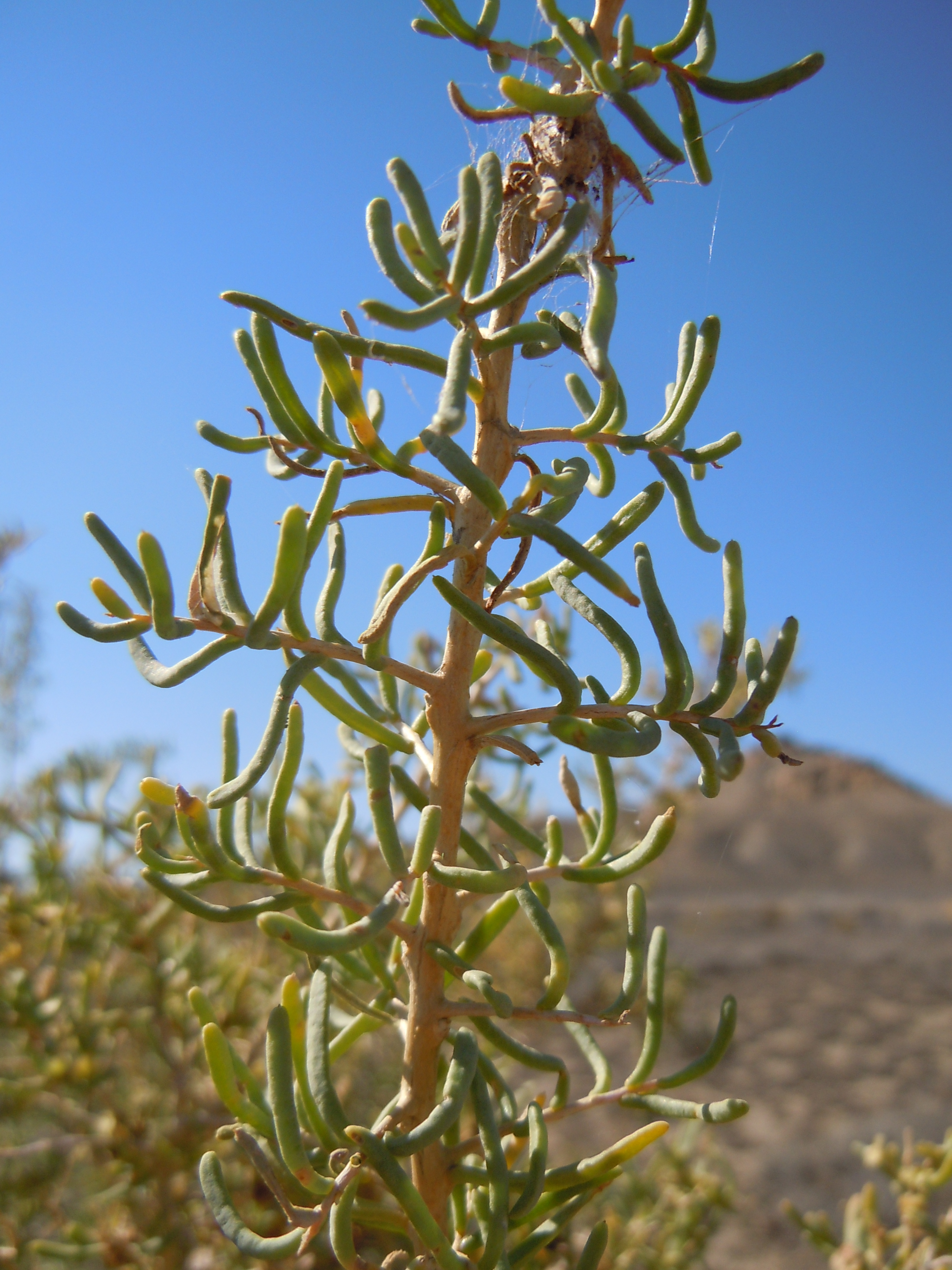
Nevětvený mladý jedinec
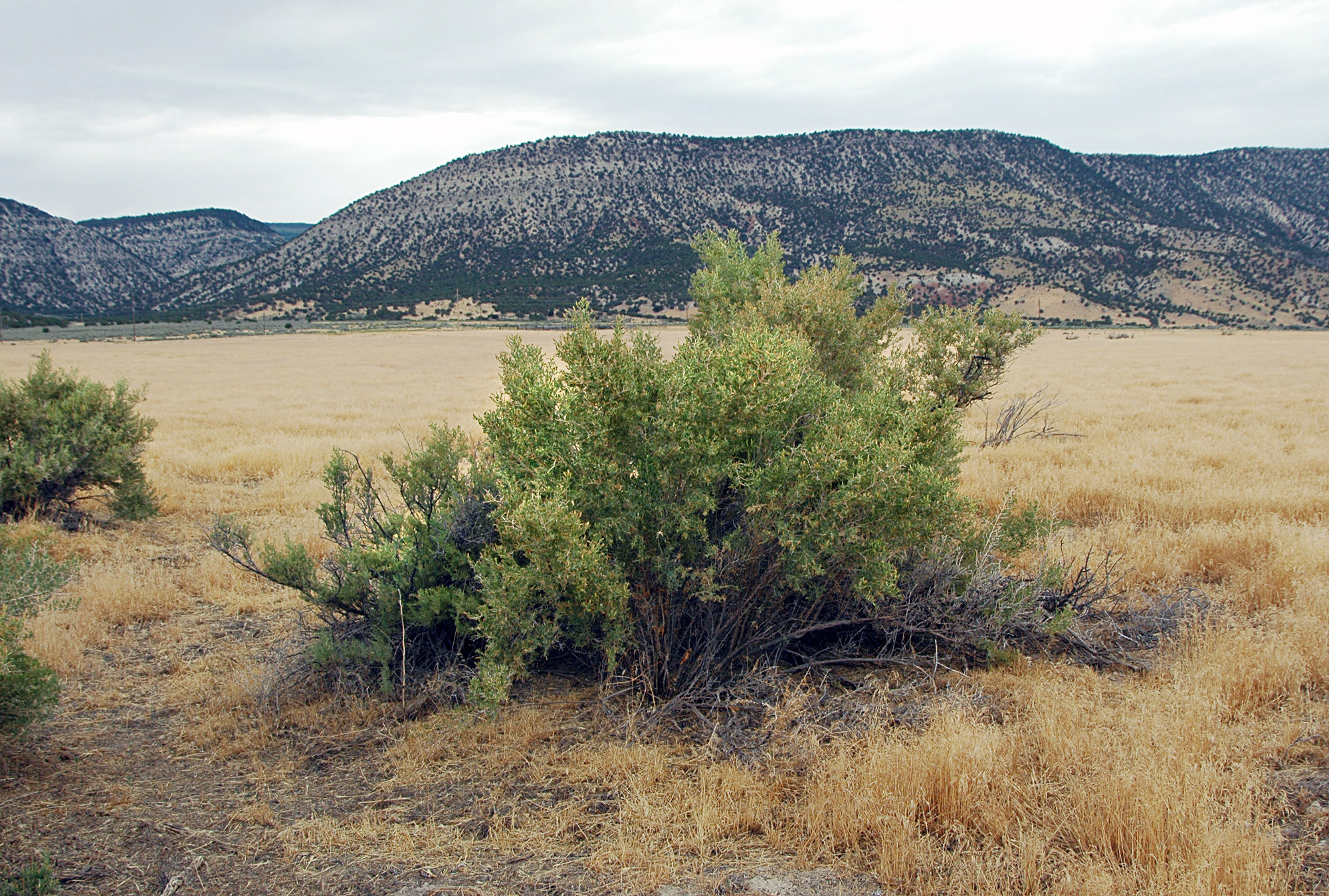
Starší rostlina
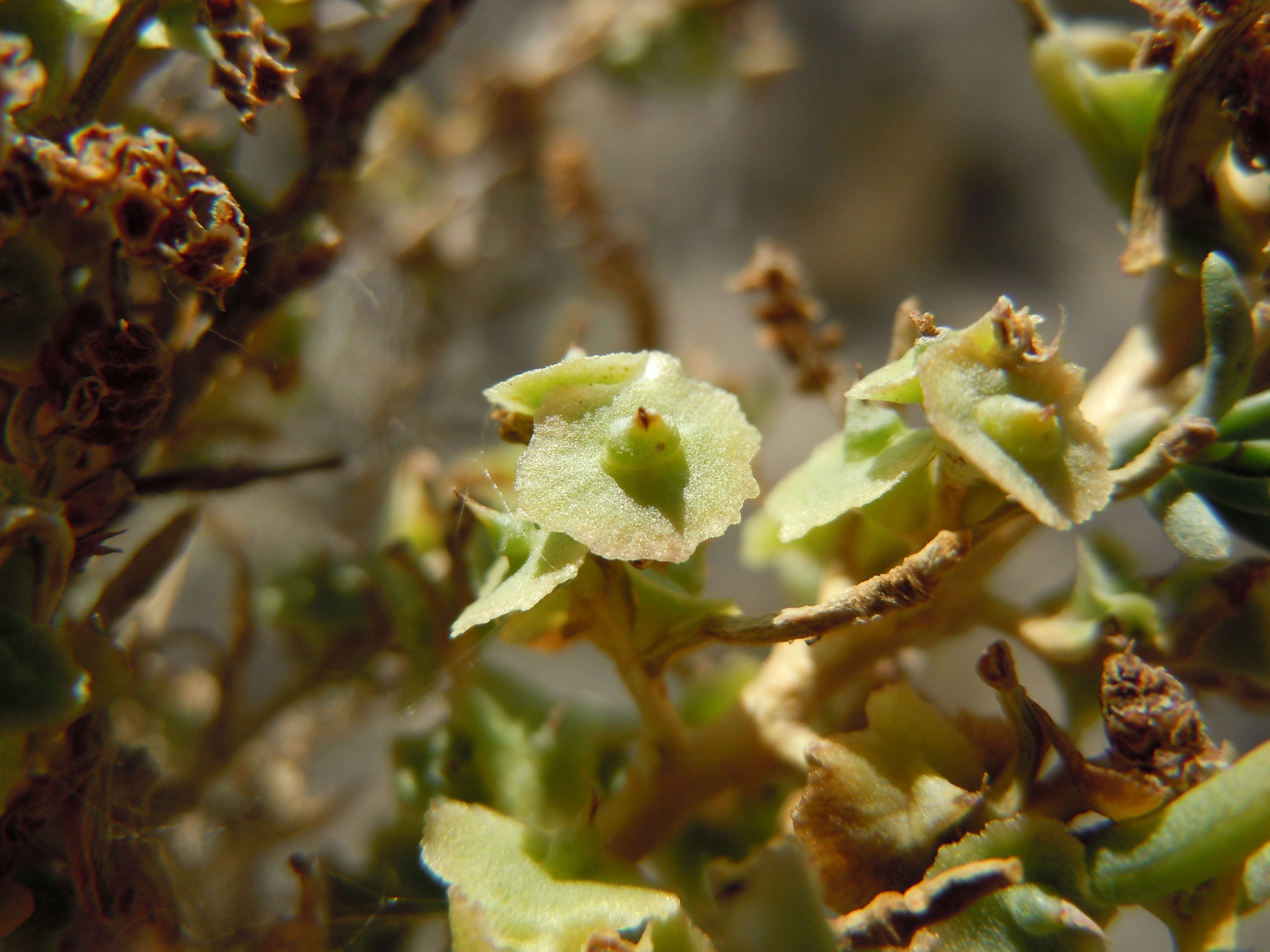
Zrající nažky s okrouhlým křídlem